# アンチョダヤ急行
アンチョダヤ急行（英語: Antyodaya Express）は、インド鉄道が運営する列車種別の1つ。庶民向けに設定された全席自由席の長距離列車で、「アンチョダヤ」はサンスクリット語で「最底辺の人々への福祉」を意味する。

## 概要
2016年に発表された鉄道予算案の中で導入が発表された列車種別の1つ。旅客需要が高い区間を走る庶民向け列車として構想されており、座席は全席自由席（General Unreserved）となっている。車内には座席としても使用可能なクッション付きの荷物ラックの他、荷物を吊り下げる事が出来るフック、充電用のソケット、消火器、監視カメラなどが設置されている。トイレは繊維強化プラスチックを用いたユニット式のバイオトイレである。また、専用塗装（ラッピング塗装）が施された客車（LHB客車）の車体は落書きなどの破損防止対策が施されている。
2017年2月から営業運転を開始したハウラー-エルナクラム・アンチョダヤ急行以降、2024年時点でアンチョダヤ急行は以下の列車が設定されている。これらの列車は停車駅を限定しており、平均速度の向上が図られている。また、一部列車は急行よりも高速運転を行う「高速急行（Superfast Express）」に位置づけられている。
- ハウラー-エルナクラム・アンチョダヤ急行（英語版）（Howrah–Ernakulam Antyodaya Express）
- バンドラ・ターミナス-ゴーラクプル・アンチョダヤ急行（英語版）（Bandra Terminus–Gorakhpur Antyodaya Express）
- ジャイナガル-アッドナ・アンチョダヤ急行（英語版）（Jaynagar–Udhna Antyodaya Express）
- ダルバンガー-ジャランダル・アンチョダヤ急行（英語版）（Darbhanga–Jalandhar City Antyodaya Express）
- サントラガチー-タンバラム・アンチョダヤ急行（英語版）（Santragachi–Tambaram Antyodaya Express）
- タンバラム-ナーガルコーイル・アンチョダヤ急行（英語版）（Tambaram–Nagercoil Antyodaya Express）
- コチュヴェリ-マンガルール・ジャンクション・アンチョダヤ急行（英語版）（Kochuveli–Mangaluru Junction Antyodaya Express）
- ダルバンガー-ヴァーラーナシー・アンチョダヤ急行（英語版）（Darbhanga–Varanasi City Antyodaya Express）
- ジャイナガル-ロクマンニャ・ティラック・ターミナス・アンチョダヤ急行（英語版）（Jaynagar–Lokmanya Tilak Terminus Antyodaya Express）
- ゴーラクプル-ムンバイ・アンチョダヤ急行（英語版）（Gorakhpur–Mumbai Antyodaya Express）
- チャプラ-ロクマンニャ・ティラック・ターミナス・アンチョダヤ急行（英語版）（Chhapra–Lokmanya Tilak Terminus Antyodaya Express）
- ラクサウル-ロクマンニャ・ティラック・ターミナス・アンチョダヤ急行（英語版）（Raxaul–Lokmanya Tilak Terminus Antyodaya Express）
- ダルバンガー-アフマダーバード・アンチョダヤ急行（英語版）（Darbhanga–Ahmedabad Antyodaya Express）